# Brzostek II
Brzostek II (lub Brzostek Druga; od 1973 Brzostek) – dawna gmina wiejska istniejąca w latach 1934–1954 w woj. krakowskim i rzeszowskim (dzisiejsze woj. podkarpackie). Siedzibą władz gminy był Brzostek, który nie wchodził w jej skład, tworząc odrębną wiejską gminę Brzostek I.
Gmina zbiorowa Brzostek II została utworzona 1 sierpnia 1934 roku w powiecie jasielskim w woj. krakowskim z dotychczasowych jednostkowych gmin wiejskich: Bączałka, Bukowa, Głobikówka, Gorzejowa, Grudna Dolna, Grudna Górna, Januszkowice, Kamienica Dolna, Kamienica Górna, Klecie, Nawsie Brzosteckie, Opacionka, Przeczyca, Siedliska-Bogusz, Skurowa, Smarżowa, Wola Brzostecka i Zawadka Brzostecka. Nazwa Brzostek II została użyta aby gminę móc odróżnić od sąsiedniej wiejskiej gminy Brzostek I, również z siedzibą w Brzostku. 
Po wojnie gmina znalazła się w nowo utworzonym rzeszowskim. 1 stycznia 1949 roku z części obszaru gminy Brzostek II utworzono nową gminę Siedliska Bogusz. Według stanu z dnia 1 lipca 1952 roku gmina składała się z 10 gromad: Bukowa, Januszkowice, Kamienica Dolna, Klecie, Nawsie Brzosteckie, Opacionka, Przeczyca, Skurowa, Wola Brzostecka i Zawadka.
Gmina została zniesiona 29 września 1954 roku wraz z reformą wprowadzającą gromady w miejsce gmin a następnie przywrócona w powiecie jasielskim, w woj. rzeszowskim wraz z reaktywowaniem gmin z dniem 1 stycznia 1973 roku jako wiejska gmina Brzostek (a więc obejmująca również Brzostek). Z dniem 1 stycznia 2009 gmina Brzostek została przekształcona w gminę miejsko-wiejską po odzyskaniu praw miejskich Brzostku.